# Борба на Гуглину
Ноћу између 12. и 13. септембра 1905. чета Ђорђа Скопљанчета је напала бугарашко упориште Страцин. Том приликом је уништила месну комитску чету а Страцин готово опустошила. Скопљанчетова чета је имала 32 четника и у том тренутку била је највећа српска чета у Македонији. Сам напад на Страцин био је прилично дрско предузеће, јер се у њему налазила турска караула са сталном посадом од преко 80 војника. После ноћне борбе, окончане без губитака, српска чета се повукла на оближњи вис Гуглин, где је намеравала да предани. Већ око 6 часова, за време доручка, страже су приметиле војску, која се приближавала из правца Страцина. Скопљанче је поделио чету на три одељена и распоредио је по вису.

## Борба
Борба на Гуглину је отпочела око 7 часова турском паљбом на одељење подофицира Видака Николића. Када је војска приспела на одстојање од 400 метара четници су је јуришем разбили. У јуришу је погинуо Ђорђев најмлађи четник, осамнаестогодишњи Михаило Ивковић (звани дечко). У истој чети био је и његов старији брат Милош, они су били синови пензионисаног мајора Тимотија Ивковића из Деспотовца. 
Око 10 часова у борбу је ступио и турски батаљон из Куманова. Пушкарање се настављало на одстојању од око 400 метара без губитака код четника. Ускоро је Турцима стигао у помоћ и један коњички ескадрон, који се припремао да удари четницима у бок. Официра који је постројавао војску приметио је Милан Ковинић и убио га једним хицем. После тога коњаници су се разбежали. Истовремено се на оближњем вису појавио војвода Јован Пешић-Стрелац, са четворицом четника. Он је покушао да пуцњавом олакша положај Скопљанчетове чете, али пошто није успео, морао се повући. Око 2 часа после подне Турцима су стигла у помоћ два топа. Њихове гранате нису погађале циљ али су охрабриле и консолидовале Турке који су кренули у напад. Четницима је нестајала муниција, па је Скопљанче наредио брзу паљбу уз поступно повлачење. Један по један четник напуштао је положај и сви су се већ уклонили када су то Турци уочили. Међутим, при одступању, једно четничко одељење је кренуло у другом правцу и налетело на турску војску. Тада је било принуђено да се повлачи према воденици из које су до последњег метка пружали отпор. Онда су се одлучили да покушају пробој са бајонетима на пушкама. У пробоју је погинуло осам четника, а једино су преживели Обрен Кнежевић и Димитрије Премовић. 
У борби на Гуглину погинуло је 80 турских војника и један официр. Погинули су четници: Михаило Ивковић, Петар Момчиловић, Живота Миладиновић, Тодор Стојковић-Сараинче, Стојан Крстић, Станиша Станковић, Атанасије Ђорђевић, Милутин Станојевић и Костадин Анђелић.